# اوتو سیلبر
اوتو سیلبر (استونیایی: Otto Silber; ۱۷ مارس ۱۸۹۳ – ۲۳ دسامبر ۱۹۴۰) بازیکن فوتبال اهل استونی بود.
وی همچنین در تیم ملی فوتبال استونی بازی کرده‌است.